# Кее, Кор
Кор Кее (нидерл. Cor Kee; 24 ноября 1900 — 3 января 1997) — нидерландский органист и композитор. Отец Пита Кее.
Учился у Яна Зварта и Жана-Батиста де Пау (орган), Сема Дресдена (композиция) и Тома Денейса (вокал). В 1923—1972 гг. — титулярный органист лютеранских церквей в Зандаме и Амстердаме. С 1957 г. преподавал искусство импровизации в Летней школе органистов в Хаарлеме. В 1958—1965 гг. вёл органный класс в Утрехтской консерватории. Опубликовал три сборника псалмов (1939, 1944, 1948) и затем ещё включающий 50 псалмов сборник «Credo» (1978), ряд других сочинений; по мнению сына Кее Пита, его музыка лежит в русле традиции Александра Гильмана и Шарля Мари Видора.